# Kolbenspeicher

Kolbenspeicher

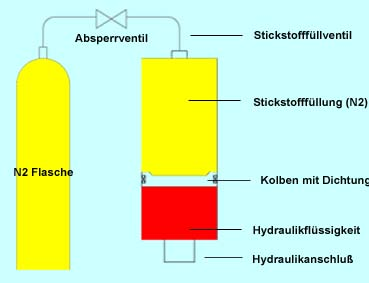
Kolbenspeicher mit Flasche

Ein Kolbenspeicher ist in der Hydraulik ein Druckgerät aus einem zylindrischen Rohr mit gasseitigem und ölseitigem Deckel und einem beweglichen Kolben zur Trennung von Hydraulikflüssigkeit und Gas. Das Druckgerät dient unter anderem zur Energiespeicherung durch Kompression eines Gases.
Im Einsatz des Speichers wird eine Hydraulikflüssigkeit gegen ein Gas (in der Regel Stickstoff) gepresst. Gas und Hydraulikflüssigkeit sind dabei durch einen frei beweglichen Kolben mit Dichtungen getrennt. Im typischen Arbeitsbereich mit geringer Reibung zwischen Kolben und Zylinderwand und ohne Endanschlag entsteht kaum Druckdifferenz zwischen Gas- und Ölseite.
Um das ölseitige Speichervolumen kostengünstig zu vergrößern, kann man das Stickstoffvolumen durch eine oder mehrere nachgeschaltete Stickstoff-Druckbehälter (Stickstoffflaschen) vergrößern. Mit derartigen Anordnungen lassen sich Speichervolumen von einigen tausend Litern realisieren.